# Lles de Cerdanya
Lles de Cerdanya est une commune d'Espagne espagnole dans la communauté autonome de Catalogne, province de Lérida, de la comarque de Basse-Cerdagne.

## Géographie

### Localisation
Lles de Cerdanya est une commune située dans les Pyrénées, en Cerdagne.
Elle est traversée par le GR11, bordé sur la commune par deux refuges gardés. Une pointe en limite Nord de la commune rejoint la portella Blanca d'Andorra (2517 m) constituant un tripoint entre l'Andorre, l'Espagne et la France, traversé par le GR7 et le GR 107.

### Communes limitrophes
| Escaldes-Engordany (Andorre) | Encamp (Andorre)    | Porta (France) Meranges (Gérone) |
| Les Valls de Valira          | Lles de Cerdanya    | Bellver de Cerdanya              |
| El Pont de Bar               | Montellà i Martinet | Prullans                         |

## Histoire
La municipalité a été créée en 1970 par la fusion des villages de Lles, Mussa et Arànser.

## Économie
Agriculture, élevage et foresterie. Le tourisme d'hiver : station de sports d'hiver de Lles.